# Kurganińsk
Kurganińsk (ros. Курганинск) – miasto w Rosji, w Kraju Krasnodarskim, centrum administracyjne rejonu kurganińskiego.
Miasto położone jest na prawym brzegu rzeki Łaba, lewym dopływem Kubania, przy linii kolejowej Armawir-Tuapse.
W 1853 założono tu stanicę wojskową kozaków kubańskich Kurgannaja (nazwa wzięła się od licznych tu kurhanów). Od 1961 ma status miasta, w 2002 miała tu miejsce wielka powódź, w wyniku czego 4500 mieszkańców straciło dach nad głową.